# Botxí de Mackinnon
El botxí de Mackinnon (Lanius mackinnoni) és un ocell de la família dels lànids (Laniidae).

## Hàbitat i distribució
Habita boscos i clars a Nigèria, Camerun, Guinea Equatorial, el Gabon, República del Congo i Cabinda, cap al sud fins al nord d'Angola. Nord-est i sud de la República Democràtica del Congo, Uganda, oest de Kenya, Ruanda, Burundi i nord-oest de Tanzània.